# Apolysis funatus
Apolysis funatus är en tvåvingeart som först beskrevs av Greathead 1966.  Apolysis funatus ingår i släktet Apolysis och familjen svävflugor.
Artens utbredningsområde är Kenya. Inga underarter finns listade i Catalogue of Life.